# دهستان راک
راک دشمن زیاری، دهستانی از توابع بخش سوق شهرستان کهگیلویه در استان کهگیلویه و بویراحمد ایران است.

## جمعیت
براساس سرشماری سال ۱۳۸۵ جمعیت آن ۵٬۱۳۰ نفر (۱٬۰۳۸ خانوار) بوده‌است.